# Верхний Ингаш
Верхний Ингаш— село в Нижнеингашском районе Красноярского края, административный центр Верхнеингашского сельсовета.

## География
Село находится менее чем в 3 км (по прямой) на запад от районного центра посёлка Нижний Ингаш.

### Климат
Климат резко континентальный с продолжительной суровой, малоснежной зимой и коротким жарким летом. Среднегодовая температура воздуха составляет 0-5 градусов. На территории района преобладают ветры юго-западного направления. Вегетационный период — 146 дней. Среднегодовое количество осадков — около 494 мм, наибольшее количество их выпадает в летний период. Устойчивый снежный покров устанавливается во второй половине октября, а сходит в апреле.  

## История
Основано в 1800 году. В 1926 году в селе был учтён 1031 житель.

## Население
| 2010 |
| ---- |
| 725  |

Постоянное население составляло 770 человек в 2002 году (93 % русские), 725 человек в 2010 году.